# Městská knihovna Kadaň
Městská knihovna v Kadani byla založena 10. ledna 1947 se sídlem v radniční budově. V roce 1951 se stala knihovnou okresní, avšak o tento status přišla v červenci 1960 důsledkem sloučení okresů Chomutov a Kadaň. Po několika stěhováních se nakonec sídlem knihovny stal Kadaňský hrad, v jehož prostorách se nachází i v současné době.
V roce 2018 zde bylo registrováno 1409 čtenářů a bylo zaznamenáno celkem 57 221 výpůjček.

## Oddělení
Městská knihovna v Kadani disponuje následujícími odděleními:
- Oddělení pro dospělé
- Oddělení pro děti a mládež
- Antikvariát
- Čítárna/studovna
- Pobočka na sídlišti "C" v Kadani

## Služby
Městská knihovna v Kadani poskytuje následující služby:
- půjčování beletrie, naučné literatury, regionální literatury a periodik
- možnost vrácení knih do biblioboxu
- meziknihovní výpůjční služba
- rozvážková služba pro čtenáře se sníženou schopností pohybu
- exkurze a besedy
- přístup k internetu prostřednictví sítě wi-fi
- knihobudky